# Статоцисты
Статоцисты (от греч. στᾰτός — «стоящий» и греч. κύστις — «пузырь») — механорецепторные органы равновесия у беспозвоночных, которые имеют вид погруженных под покров тела пузырьков, либо ямок или колбообразных выпячиваний покрова (у стрекающих, морских ежей, моллюсков и ракообразных). Схожий орган был обнаружен у Xenoturbella.
Внутри заполненных жидкостью статоцист содержатся отолиты (статолиты), которые смещаются при изменении положения тела, раздражая ресничные чувствительные клетки эпителия. От них нервный импульс передаётся по нервным волокнам в центральную нервную систему, вызывая двигательную реакцию организма, направленную на восстановление равновесия.